# 니키타 미할코프
니키타 세르게예비치 미할코프(러시아어: Ники́та Серге́евич Михалко́в, 영어: Nikita Sergeyevich Mikhalkov, 1945년 10월 21일 ~ )는 러시아의 영화 감독, 배우이다. 극작가 세르게이 미할코프의 아들이자 영화감독 안드레이 콘찰롭스키의 동생이다.

## 출연 작품
- 쓰리 세컨즈 (2017)
- 파이널 크루: 칸우 탈출작전 (2016)
- 선스트로크 (2014)
- 위선의 태양 2 (2010)
- 12명의 배심원 (2007)
- 아이 더즌트 헌트 (2006)
- 반갑지 않은 사람 (2005)
- 72 메트라 (2004)
- 러브 오브 시베리아 (1998)
- 위선의 태양 (1994)
- 우르가 (1991)
- 검은 눈동자 (1987)
- 무정한 로맨스 (1984)
- 가족 (1981)
- 배스커빌가의 개 (1981)
- 시베리에이드 (1979)
- 오블로모프의 생애 (1979)
- 피아노를 위한 미완성 희곡 (1977)
- 이방인중의 친구, 친구들중의 이방인 (1974)
- 레드 텐트 (1971)
- 귀족들의 보금자리 (1969)
- 적과 백 (1967)
- 전쟁과 평화 (1967)
- 전쟁과 평화 1부 (1965)
- 나는 모스크바를 걷는다 (1964)